# Slaget ved Tenaru
Slaget ved Tenaru fandt sted den 21. august 1942 på øen Guadalcanal og var et landslag i Stillehavskrigen under 2. verdenskrig mellem kejserriget Japans hær og Vestallierede styrker – fortrinsvis fra det amerikanske marinekorps. Slaget var den første store japanske landoffensiv under slaget om Guadalcanal.
Under slaget slog amerikanske marinesoldater, som var under overordnet kommando af generalmajor Alexander Vandegrift, et angreb fra den "første gruppe" af Ichikiregimentet under kommando af den japanske oberst Kiyonao Ichiki. Marinesoldaterne forsvarede Lungastillingen, som dækkede flyvepladsen Henderson Field, som var blevet erobret af de allierede under langsætningen på Guadalcanal den 7. august. Ichikis enhed blev sendt til Guadalcanal som reaktion på de allierede landsætninger med den opgave at generobre flyvepladsen og fordrive de allierede styrker fra øen.
Japanerne undervurderede styrken af de allierede styrker på Guadalcanal, som på dette tidspunkt var omkring 11.000 mand, og angreb om natten marineinfanteriets stillinger ved Alligator Creek på østsiden af Lungastillingen. Ichikis angreb blev slået tilbage med store tab. Efter daggry gik marineinfanteriet til modangreb på Ichikis overlevende tropper og dræbte mange flere af dem. Af de oprindeligt 917 i "første gruppe" overlevede kun 128 slaget.
Slaget var det første af tre japanske landoffensiver under slaget om Guadalcanal. Efter slaget ved Tenaru erkendte japanerne, at de allierede styrker på Guadalcanal var langt stærkere, end de oprindelig havde vurderet, og sendte meget større styrker til øen til deres efterfølgende forsøg på at generobre Henderson Field.

## Baggrund
Den 7. august 1942 gik amerikanske styrker i land på Guadalcanal, Tulagi og Floridaøerne i Solomonøerne. Landsætningerne på øerne havde til hensigt at forhindre, at de blev brugt til baser for japanerne, som kunne true forsyningsruterne mellem USA og Australien, sikre sig øerne som et udgangspunkt for et felttog med det formål at isolere eller erobre den store japanske base i Rabaul og samtidig støtte de allieredes felttog på Ny Guinea. Landsætningerne blev starten på det seks måneder lange slag om Guadalcanal.
Da japanerne blev overrasket, gennemførte de allierede landgangsstyrker deres indledende mål og erobrede Tulagi og de omkringliggende småøer foruden flyvepladsen, som var ved at blive anlagt ved Lunga Point på Guadalcanal, inden det blev aften den 8. august. Samme nat, mens transportskibene lossede forsyninger, blev de allierede krigsskibe, som dækkede transportskibene, overrasket og besejret af den kejserlige japanske flåde i form af 7 krydsere og 1 destroyer under kommando af den japanske viceadmiral Gunichi Mikawa. Tre amerikanske og en australsk krydser blev sænket og en amerikansk krydser og to destroyere beskadiget i slaget ved Savoøen. Turner trak alle de resterende amerikanske flådestyrker tilbage om aftenen den 9. august, inden alt det tunge udstyr, forsyninger og tropper var blevet landsat, om end hovedparten af divisionens artilleri var kommet i land – 32 75mm og 105 mm haubits. Kun 5 dages forsyninger var blevet sat i land.
Marineinfanteriet på Guadalcanal koncentrerede sig i første omgang om at etablere en forsvarsring omkring flyvepladsen, flytte de landsatte forsyninger inden for forsvarsringen og færdiggøre flyvepladsen. Vandegrift placerede sine 11.000 tropper på Guadalcanal i en løs cirkel omkring Lunga Point. I løbet af fire hårde dage blev forsyningerne flyttet fra landgangsområdet til spredte lagre inden for forsvarscirklen. Arbejdet med at færdiggøre flyvepladsen begyndte straks, fortrinsvis ved hjælp af erobret japansk udstyr. Den 12. august blev flyvepladsen døbt Henderson Field efter major Lofton Henderson, en marineflyver, som var blevet dræbt under Slaget ved Midway. Erobrede japanske lagre forøgede fødevarelagrene til 14 dage. For at holde hus med de begrænsede lagre fik de allierede tropper kun to måltider om dagen.
Som reaktion på den allierede landgang på Guadalcanal tildelte den japanske overkommando den 17. armé opgaven med at generobre flyvepladsen og fordrive de allierede fra Guadalcanal. 17. armé var kun på størrelse med et armékorps. Den havde hovedkvarter i Rabaul under kommando af generalløjtnant Harukichi Hyakutake. 17. armé var på det tidspunkt stærkt involveret i det japanske felttog på Ny Guinea og havde kun få frie enheder, der kunne sendes til Guadalcanal. Blandt disse enheder var 35. infanteribrigade under generalmajor Kiyotake Kawaguchi på Palau, 4. (Aoba) infanteriregiment var på Filippinerne og 28. (Ichiki) infanteriregiment under oberst Kiyonao Ichiki var på vej fra Guam til Japan. De forskellige enheder begyndte straks at bevæge sig mod Guadalcanal, men Ichikis regiment, som var nærmest, ankom først.
En luftrekognoscering af det amerikanske marinekorps' stillinger på Guadalcanal den 12. august, som blev foretaget af en af de højtstående japanske stabsofficerer fra Rabaul, afslørede kun få amerikanske tropper i åbent terræn og ingen store skibe i de omkringliggende farvande, hvilket overbeviste den japanske overkommando om, at de allierede havde trukket hovedparten af deres tropper tilbage. Rent faktisk var ingen af de allierede tropper blevet trukket tilbage. Hyakutake gav ordre til, at en forstyrke på 900 tropper fra Ichikis regiment skulle landsættes på Guadalcanal fra hurtige krigsskibe for straks at angribe de allierede stillinger og generobre området ved flyvepladsen på Lunga Point. Den resterende del af Ichikis regiment skulle senere overføres til Guadalcanal med transportskibe. I den store japanske flådebase på Truk, som var samlingspunkt ved overførslen af Ichikis regiment til Guadalcanal, blev oberst Ichiki orienteret om, at 2-10.000 amerikanske tropper forsvarede brohovedet på Guadalcanal, og at han skulle undgå frontalangreb.
Ichiki og 916 af de 2.300 tropper i hans regiment blev, sammen med forsyninger til en uge, sat i land ved Taivu Point, omkring 35 km øst for Lunga Point, fra seks destroyere kl. 1 den 19. august. Efter at have ladet 100 mand tilbage som bagtrop marcherede Ichiki vestpå med de resterende 800 mand fra sin enhed og slog lejr før daggry omkring 14 km øst for Lungastillingen. Marinesoldaterne ved Lunga Point fik efterretninger om, at en japansk landgang var sket og tog skridt til at finde ud af, hvad der præcis foregik.

## Slaget

### Optakt
Rapporter til de allierede styrker fra patruljer af indfødte på Salomonøerne, heriblandt den pensionerede seniorsergent Jacob C. Vouza fra British Solomon Islands Protectorate Constabulary, under ledelse af Martin Clemens, en kystobservatør og officer i British Solomon Islands Protectorate Defence Force (BSIPDF), sammen med efterretninger fra andre kilder pegede i retning af, at der var japanske styrker øst for Lunga Point. For at undersøge sagen nærmere blev der den 19. august udsendt en patrulje på 60 mand og fire indfødte spejdere under kommando af kaptajn Charles H. Brush, som marcherede østpå fra Lungastillingen.
Samtidig afsendte Ichiki også en patrulje på 38 mand, som blev anført af hans signalofficer, for at rekognoscere de allieredes troppeplaceringer og etablere en fremskudt kommunikationsbase. Omkring kl. 12 den 19. august opdagede Brush' patrulje den japanske patrulje ved Koli Point. Brush' patrulje lagde sig i baghold og dræbte alle japanerne undtagen fem, som slap tilbage til Taivu. Marinesoldaterne havde tre døde og tre sårede.
Papirer, der blev fundet på ligene af nogle af de japanske officerer i patruljen, viste, at de tilhørte en langt større enhed og viste detaljerede oplysninger om de amerikanske marinestillinger ved Lunga Point. Papirerne viste imidlertid ikke præcis hvor stor den japanske styrke var, og om et angreb var umiddelbart forestående.
Da de nu ventede et angreb østfra, gjorde de amerikanske marinesoldater under ledelse af general Vandegrift sig klar på østsiden af stillingen. Adskillige officielle amerikanske militærhistorier stedfæster placeringen af de østlige stillinger i Lungastillingen til at være ved Tenarufloden. Tenarufloden lå imidlertid længere mod øst. Floden, der udgjorde den østlige grænse af Lungastillinge, var rent faktisk Ilufloden, som fik øgenavnet Alligator Creek af marinesoldaterne. Navnet indeholder to fejltagelser. For det første er der ingen alligatorer på Salomonøerne, kun krokodiller, og Alligator "Creek" var en tidevandssø, som var adskilt fra havet af en sandbanke, der var 7-15 meter bred og omkring 30 meter lang.
Langs vestsiden af Alligator Creek placerede oberst Clifton B. Cates, som havde kommandoen over 1. marineregiment, sin 1. og 2. bataljon. For at stive forsvaret af sandbanken ved Alligator Creek yderligere af placerede Cates 100 mand fra 1. specialvåbensbataljon med to 37 mm panserværnskanoner med kardæsker. Marinekorpsets divisionsartilleri, der bestod af såvel 75 mm som 105 mm kanoner, beregnede afstanden til forudbestemte mål på østsiden og ved sandbanken af Alligator Creek, og fremskudte artilleriobservatører placerede sig i de fremskudte stillinger. Marinesoldaterne arbejdede hele dagen den 20. august på at forberede deres forsvar så godt som muligt, inden det blev aften.
Da han hørte om, at hans patrulje var blevet nedkæmpet, sendte Ichiki hurtigt et kompagni af sted for at begrave ligene og fulgte efter med resten af sine tropper. De marcherede hele natten den 19. august og gjorde endeligt holdt kl. 4.30 om morgenen den 20. august inden for nogle få kilometers afstand fra de amerikanske marinesoldaters stillinger på østsiden af Lunga Point. Her forberedte han sine tropper på at angribe de allierede stillinger samme aften.

### Kamp
Lige efter midnat den 21. august ankom hovedstyrken af Ichikis tropper ved den østlige bred af Alligator Creek og blev overrasket over at møde marinesoldaternes stillinger, da de ikke havde ventet at finde amerikanske styrker så langt fra flyvepladsen.
Amerikanske lytteposter i nærheden hørte skramlelyde, stemmer og andre lyde, inden de trak sig tilbage til flodens vestlige bred. Kl. 1.30 åbnede Ichikis styrker ild med maskingeværer og morterer mod marinekorpsets stillinger på den vestlige bred, og en første bølge med omkring 100 japanske soldater angreb over sandbanken mod marinesoldaterne.
Amerikanske maskingeværer og kardæsker fra 37 mm kanonerne dræbte de fleste af de japanske soldater, da de krydsede sandbanken. Nogle få japanske soldater nåede frem til marineinfanteriets stillinger, kom i nærkamp med forsvarerne og erobrede nogle få af marinekorpsets stillinger i første linje. Der kom også japansk maskingevær- og riffelild fra den østlige side af vandløbet, som dræbte adskillige af maskingeværskytterne. Et kompagni marinesoldater, som lå i reserve lige bag frontlinjen, angreb og dræbte de fleste, hvis ikke alle, de resterende japanske soldater, som havde gennembrudt fronten, hvilket betød afslutningen på Ichikis første angreb omkring en time efter, det var begyndt.
Klokken 2.30 angreb en ny bølge med omkring 150-200 japanere igen over sandbanken og blev også omtrent udslettet. Mindst en af de overlevende japanske officerer fra dette angreb rådede Ichiki til at trække sig tilbage med sine resterende styrker, men det afslog Ichiki.
Mens Ichikis tropper omgrupperede sig øst for vandløbet, bombarderede japanske morterer marinekorpsets stillinger. Marinekorpset svarede igen med 75 mm artillerigranater og morterild ind i områderne øst for vandløbet. Omkring kl. 5 angreb en ny bølge af japanske tropper. Denne gang forsøgte de at ramme marinekorpsets stillinger i flanken ved at vade gennem brændingen ved havet og angribe op mod stranden på den vestlige bred af flodsengen. Marinesoldaterne reagerede med kraftig maskingeværbeskydning og artilleri langs stranden, hvilket igen medførte svære tab blandt Ichikis angribende tropper og fik dem til at opgive deres angreb og trække sig tilbage til østbredden af vandløbet. I de næste par timer udvekslede de to sider riffel-, maskingevær- og artilleriild på nær hold over sandbanken og vandløbet.
På trods af de svære tab, som hans styrke havde lidt, forblev Ichikis tropper på den østlige bred af vandløbet, enten fordi de ikke ville eller kunne trække sig tilbage. Ved daggry den 21. august diskuterede cheferne for de amerikanske marineinfanterister, der stod over for Ichikis tropper, hvordan de bedst kunne fortsætte, og de besluttede at gå til modangreb. 1. bataljon af 1. marineregiment under oberstløjtnant Lenard B. Cresswell krydsede Alligator Creek oven for kampområdet, omringede Ichikis tropper fra syd og øst, afskar deres tilbagetrækningsrute og begyndte at trænge Ichikis tropper sammen på et lille område i en kokoslund ved østbredden af vandløbet.
Fly fra Henderson Field beskød japanske soldater, som forsøgte at undslippe ned ad stranden og senere på eftermiddagen angreb fem M3 Stuart-kampvogne over sandbanken ind i kokoslunden. Kampvognene beskød kokoslunden med maskingeværer og kardæskgranater og kørte hen over kroppen på såvel døde som levende japanske soldater, som ikke kunne eller ville flytte sig. Da kampvognsangrebet var overstået skrev Vandegrift, at "bagenden af kampvognen lignede kødhakkere".
Klokken 17 den 21. august var den japanske modstand ovre. Oberst Ichiki blev enten dræbt under slaget eller begik rituelt selvmord (seppuku) kort efter, alt efter hvilken kilde man fæster lid til. Da nysgerrige marinesoldater begyndte at gå rundt og se på slagmarken, skød nogle sårede japanere mod dem og dræbte og sårede flere. Herefter skød eller bajonetterede marinesoldaterne alle japanske lig, som de stødte på, om end 15 usårede og bevidstløse japanske soldater blev taget til fange. Omkring 30 af de japanske soldater undslap og sluttede sig til deres regiments bagtropper ved Taivu Point.

## Efterspil
For amerikanerne og deres allierede var sejren i slaget ved Tenaru af psykologisk betydning, idet allierede tropper efter en række nederlag til japanske hærenheder over hele Stillehavet og i Østasien nu vidste, at de kunne besejre de japanske hære i landslag. Slaget havde også sat en anden standard, som ville fortsætte under hele Stillehavskrigen, nemlig at besejrede japanske tropper var utilbøjelige til at overgive sig, og at de fortsatte med at dræbe amerikanske soldater, selv om de japanske soldater lå døende på slagmarken. Om dette emne sagde Vandegrift: "Jeg har aldrig hørt eller læst om denne form for kamp. Disse folk nægter at overgive sig. De sårede venter, ind til nogen kommer for at undersøge dem ... og sprænger sig selv og den anden i stumper og stykker med en håndgranat." Robert Leckie, en veteran fra Guadalcanal, mindes tiden efter slaget i sin bog Helmet For My Pillow: "Vores regiment havde dræbt omkring 900 af dem. De fleste lå i klynger eller bunker foran maskingeværstillingerne, som om de ikke var døde hver for sig, men i grupper. Blandt dem gik souvenirjægere forsigtigt omkring, som om de var bange for fælder, mens de ribbede de døde for deres ejendele."
Slaget havde også psykologisk betydning, idet de japanske soldater troede på deres egen uovervindelighed og overlegne kampånd. Den 25. august nåede de fleste af Ichikis overlevende til Taivu Point og kaldte Rabaul på radioen for at fortælle hovedkvarteret for 17. armé, at Ichikis styrker var blevet "næsten udslettet ved et punkt før flyvepladsen".
Officererne ved det japanske arméhovedkvarter nægtede at tro på nyheden og fortsatte med planer om at fremføre yderligere tropper til Guadalcanal i et nyt forsøg på at generobre Henderson Field. Det næste store japanske angreb på Lungastillingen fandt sted i Slaget ved Edson's Ridge omkring tre uger senere. Denne gang med en langt større styrke end i slaget ved Tenaru.

## Afbildninger
Slaget ved Tenaru er en nøgleepisode i den biografiske film fra 1945 om Al Schmid, Pride of the Marines. I 2010 blev det højdepunktet i den første del af Steven Spielberg og Tom Hanks' miniserie, The Pacific. I denne serie er slaget ikke vist, som det skete. I den dramatiserede udgave af slaget ved Tenaru ser man maskingeværskytten Leckie og hans lader flytte deres 1917 model Browning vandkølede maskingevær til huller i marinekorpsets linje. Leckies position var statisk og på den yderste højre fløj af de kraftige kamphandlinger. Tyngden i det japanske angreb blev sat ind mod marinekorporal Lee Diamond og de menige John Rivers og Albert Schmid. De tre blev tilskrevet 200 dræbte japanere. De tre fik tildelt Navy Cross (den næsthøjeste dekoration for tapperhed i USA), men betalte en høj pris. Rivers mistede livet, mens Schmid og Diamond fik forfærdelige sår. Schmid mistede synet på det ene øje og havde kun lidt tilbage på det andet. Diamond blev skudt i armen i begyndelsen af slaget, og fik revet armene af af den samme granat, som blændede Schmid.

## Yderligere læsning
- Richter, Don (1992). Where the Sun Stood Still: The Untold Story of Sir Jacob Vouza and the Guadalcanal Campaign. Toucan. ISBN 0-9611696-3-X.
- Tregaskis, Richard (1943). Guadalcanal Diary. Random House. ISBN 0-679-64023-1.

## Eksterne kilder
- Anderson, Charles R. (1993). GUADALCANAL. The U.S. Army Campaigns of World War II. United States Army Center of Military History. Arkiveret fra originalen 20. december 2007. Hentet 2006-07-09.
- Cagney, James (2005). "The Battle for Guadalcanal". HistoryAnimated.com. Arkiveret fra originalen (javascript) 26. maj 2012. Hentet 2006-05-17.- Interaktiv levendegørelse af slaget
- Chen, C. Peter (2004-2006). "Guadalcanal Campaign". World War II Database. Hentet 2006-05-17.
- Flahavin, Peter (2004). "Guadalcanal Battle Sites, 1942–2004". Hentet 2006-08-02.- Hjemmeside med mange billeder fra slagmarker på Guadalcanal i 1942 og hvordan de ser ud nu.
- Hough, Frank O.; Ludwig, Verle E.; Shaw, Henry I., Jr. "Pearl Harbor to Guadalcanal". History of U.S. Marine Corps Operations in World War II. Hentet 2006-05-16.
- Miller, John Jr. (1995) [1949]. GUADALCANAL: THE FIRST OFFENSIVE. UNITED STATES ARMY IN WORLD WAR II. United States Army Center of Military History. Arkiveret fra originalen 25. december 2007. Hentet 2006-07-04.
- Shaw, Henry I. (1992). "First Offensive:  The Marine Campaign For Guadalcanal". Marines in World War II Commemorative Series. Hentet 2006-07-25.
- Zimmerman, John L. (1949). "The Guadalcanal Campaign". Marines in World War II Historical Monograph. Hentet 2006-07-04.

9°25′S 160°03′Ø / 9.417°S 160.050°Ø